# Асаново (Комсомольський район)
Аса́ново (рос. Асаново, чув. Асанкасси) — присілок у складі Комсомольського району Чувашії, Росія. Адміністративний центр та єдиний населений пункт Асановського сільського поселення.
Населення — 1065 осіб (2010; 1139 у 2002).
Національний склад:
- чуваші — 99 %